# Орленд-Парк
Орленд-Парк<rf name="am1999">Атлас мира / сост. и подгот. к изд. ПКО «Картография» в 1999 г. ; отв. ред. Т. Г. Новикова, Т. М. Воробьёва. — 3-е изд. — М. : Роскартография, 1999. — С. 228. — ISBN 5-85120-055-3.</ref> (англ. Orland Park) — деревня в округах Кук и Уилл, штат Иллинойс, США, пригород Чикаго, с населением в 56 767 человек по данным на 2010 год.
Расположен в 25 милях (40 км) к юго-западу от Чикаго, находится недалеко от нескольких автомагистралей между штатами, южная граница которого соединяет восточное и западное побережье I-80. Пригородные поезда Metra связывает ее с Чикагской петлей, а оттуда — с аэропортами О’Хара и Мидуэй.

## История
Деревня была включена в состав пригорода Чикаго 31 мая 1892 года.

## География
По данным переписи 2015 года, Орленд-Парк имеет общую площадь 22,167 квадратной мили (57,41 км2), из которых 21,88 квадратной мили (56,67 км2) (или 98,71 %) — суша и 0,287 квадратной мили (0,74 км2) (или 1,29 %) — вода.
Основными водоёмами в Орленд-Парке являются озеро Седжвик и озеро Мак-Гиннис-Слау.
Сообщества, граничащие с Орленд-Парком, включают Хомер-Глен на западе (в округе Уилл), Орленд-Хилс и Мокина (также в округе Уилл) на юге, Тинли-Парк на юго-востоке, Ок-Форест на востоке и Палос-Парк и Палос-Хайтс на севере.

## Демография
По данным переписи 2000 года в деревне проживало 51 077 человек, 18 675 домашних хозяйств и 14 361 семья. Плотность населения была равна 2 668,4 человек на квадратную милю (1 030,4 / км ²). Было 19 045 единиц жилья со средней плотностью 995,0 на квадратную милю (384,2 / км ²). Расовый состав населения деревни был 93,53 % белых, 0,73 % афроамериканцев, 0,07 % коренных американцев, 3,47 % азиатов, 0,04 % жителей тихоокеанских островов, 1,04 % других рас и 1,13 % от двух или более рас. Латиноамериканец или латиноамериканец любой гонки были 3,67 % населения.
Пять основных предков, зарегистрированных в Орленд-Парке по состоянию на перепись 2000 года, были ирландцы (26,5 %), немцы (19,5 %), поляки (18,5 %), итальянцы (14,8 %) и англичане (5,1 %).
Существовали 18 675 семей, из которых 32,2 % имели детей в возрасте до 18 лет, проживающих с ними; 66,3 % были женатыми парами, 7,9 % семей женщины проживали без мужей, а 23,1 % не имели семьи. 20,6 % всех домашних хозяйств были составлены из людей, и у 10,0 % был кто-то живущий один, кто был 65 годами и старше. Средний размер домохозяйства — 2,71, а семьи — 3,16 человека.
В деревне население составляло 24,4 % в возрасте до 18 лет, 7,1 % в возрасте от 18 до 24 лет, 24,8 % в возрасте от 25 до 44 лет, 27,3 % в возрасте от 45 до 64 лет и 16,4 % в возрасте 65 лет и старше. , Средний возраст составлял 41 год. На каждые 100 женщин приходилось 91,7 мужчин. На каждые 100 женщин возрастом 18 лет и старше насчитывалось 87,7 мужчин.
Средний доход на домохозяйство в деревне составлял 67 574 доллара, а средний доход на семью — 77 507 долларов (эти цифры выросли до 76 760 долларов США и 95 405 долларов США соответственно по оценке 2007 года). Средний доход мужчин составлял 57 275 долл. Против 34 763 долл. Для женщин. Доход на душу населения в деревне составлял 30 467 долларов. Около 2,1 % семей и 3,1 % населения находились за чертой бедности, в том числе 3,9 % из них моложе 18 лет и 3,0 % тех, кто в возрасте 65 лет и старше. С 2000 года средний доход домохозяйства в районе Орленд-Парка существенно вырос до примерно 90 917 долларов в 2006 году.

## Экономика
Бизнес и работа в Орленд-Парке включают финансы, розничную торговлю, услуги и здравоохранение. Торговые комплексы включают Орленд-Парк-Кроссинг и Орленд-Сквер-Молл.
Орленд-Парк планирует построить новый район в центре города, Орленд-Парк Даунтаун, ранее называемый Треугольник Мэйн Стрит, а также деловой район I-80.

### Лучшие работодатели
Согласно Всеобъемлющему годовому финансовому отчету Orland Park за 2012 год, основными работодателями города являются:
| #  | работодатель                    | # из сотрудников |
| -- | ------------------------------- | ---------------- |
| 1  | Объединенный школьный округ 230 | 920              |
| 2  | Орленд Школьный округ 135       | 737              |
| 3  | Jewel-Osco                      | 530              |
| 4  | Carson's (англ.)                | 325              |
| 5  | JC Penney                       | 325              |
| 6  | Panduit                         | 300              |
| 7  | Хортон Групп                    | 300              |
| 8  | Macy’s                          | 200              |
| 9  | цель                            | 200              |
| 10 | Sears                           | 195              |

## Парки отдыха и развлечения
В Орленд-Парке много мест отдыха и парков. В деревне более 60 парков с множеством возможностей для отдыха, от спортивных комплексов до природных троп.
Парк с общественным бассейном Centennial Park Aquatic Center занимает 192 акра. С шестью водными горками, двумя большими бассейнами и детской игровой площадкой, это один из крупнейших общественных бассейнов в этом районе. С момента открытия в 1992 году, аква-центр прошел несколько реконструкций. Добавились две новые водные горки и две открытые волейбольные площадки с песком. Также в парке Centennial находится Зимний ледовый каток. Этот открытый каток работает с ноября по март бесплатно. Есть небольшая согревающая хижина, где вы можете взять коньки напрокат.
К югу от парка Centennial Aquatic Center находится озеро Сегдевик площадью 95 акров. Здесь есть пешеходные маршруты, природные тропы, тротуары, скаты для лодок, а также водные велосипеды и каяки в аренду. Разрешена рыбалка.
Sportsplex, на 159th Street, является крупнейшим крытым рекреационным центром Орленд-Парка. В нём есть три полноразмерных баскетбольных площадки, крытое футбольное поле и комната для полных весов со свободными весами, множество вариантов кардиотренировок и внутренняя трасса ¼ в миле. Личные тренеры доступны, наряду с занятиями фитнесом, в том числе пилатесом, йогой, ездой на велосипеде и зумбой. Sportsplex также имеет 35 ft каменной стены с шестью различными маршрутами для всех уровней квалификации.
Отдел отдыха и парков также помогает организовать множество общественных мероприятий. В Centennial Park проходят благотворительные и сезонные мероприятия, в том числе Орленд-Парк Трот Турция, пробежка 5 км, проводимая утром в День Благодарения в комплексе Джона Хамфри. Эти события активно рекламируются и поддерживаются учащимися средней школы им. Карла Сандбурга.
Орленд-Парк является рекламируемым «мировым центром гольфа»: в районе 15 миль от деревни насчитывается 1089 лунок для гольфа, сказала Джоди Марнерис, пресс-секретарь Орленд-парка в 1996 году. Концепция «Мирового Гольф Центра» была затем гордо изображена на деревенском флаге и нанесена на семь городских водонапорных башен.

## Правительство
Орленд-Парк разделен между двумя районами Конгресса, 1-м и 3-м.
Деревня поддерживала рейтинг облигаций Aa2 от Moody’s и рейтинг AA + от Standard and Poor’s. Это одни из лучших рейтингов облигаций в пригороде Чикаго. (Стр. 12)
Избранный попечительский совет принимает местное законодательство для деревни. В число избранных должностных лиц входят президент села (который также является мэром), клерк села и шесть попечителей села, каждый из которых избирается в целом на четырехлетний срок.

## Образование
Орленд-Парк обслуживают четыре школьных округа: Школьный округ Орленд № 135, Объединенный школьный округ № 146, Школьный округ Палос № 118 и Школьный округ Кирби № 140. Большая часть Орленд-Парка находится в школьном округе Орленд # 135.
Школа Святого Михаила находится в Орленд-Парке. Ряд других приходских школ в регионе предоставляют автобусные услуги для студентов Орленд-Парка.
Основными старшими школами Орленд-Парка являются старшая школа им. Карла Сэндбурга, старшая школа им. Виктора Дж. Эндрю и старшая школа Амоса Алонзо Стагга. CSHS имеет чуть менее 4000 студентов. За эти годы Сандбург выиграл несколько региональных, отраслевых и государственных спортивных титулов. Составной балл ACT в Сандбурге за 2007-08 гг. составил 22,7 балла, в среднем SAT набрал 635, 644 и 630 баллов по критическому чтению, математике и письму соответственно.
Ряд высших учебных заведений находятся в селе. Университет Сент-Ксавье управляет спутниковым кампусом в Орленд-Парке, как и Технический институт ITT до его закрытия в сентябре 2016 года. Университет Роберта Морриса (Иллинойс) имеет как кампус Орленд-Парк, так и второй объект в деревне, школу кулинарного искусства. Обучение в колледже предлагается в муниципальном колледже Moraine Valley, в соседних холмах Палос.
Шестьдесят процентов домохозяйств в Орленд-Парке имеют кого-то, по крайней мере, со степенью бакалавра, причем значительное число жителей закончили аспирантуру.

## СМИ
Местная газета Орленд Парк — Прерия Орленд-Парк.
Местный канал кабельного телевидения Orland Park TV можно смотреть на AT & T UVerse Channel 99 и Comcast Channel 4.

## Транспорт
У Орленд-Парка есть три остановки на Metra 's SouthWest Service, которая обеспечивает железнодорожные перевозки в будние дни и в выходные дни между Манхэттеном, Иллинойсом и станцией Chicago Union Station : 143-я улица, 153-я улица и 179-я улица.
Основные автомобильные транспортные коридоры:
- I-80 — южная граница Орленд-Парка
- US 45 / La Grange Road — главная магистраль север / юг
- Маршрут Иллинойс 43 / Гарлем Авеню — недалеко от восточной границы Орленд-Парка
- Маршрут № 6 США у южной границы Орленд-Парка

## Известные люди
- Алекс Бродхерст, профессиональный хоккеист
- Джон Кангелоси, аутфилдер для семи команд высшей лиги бейсбола[17][18]
- Коннор Каррик, защитник Нью-Джерси Девилз
- Пэт Фицджеральд, главный футбольный тренер Северо-Западного университета
- Бадди Гай, блюзовый певец и гитарист[19]
- Дэн Хэмптон, оборонительный конец и борьба за Чикагских Медведей ; Чемпион Суперкубка (XX)
- Джастин Хартли, актер (Страсти, Смолвиль, это мы)
- Стив Мартинсон, правое крыло для Детройт Ред Уингз, Монреаль Канадиенс и Миннесота Норт Старс
- Тим Маккарти, начальник полиции Орленд-Парка; Агент секретной службы встал под пулю, предназначенную для Рональда Рейгана, во время покушения 30 марта 1981 года
- Мэри Тереза МакДоннелл, защитница женской сборной Ирландии по футболу
- Шеннон Макдоннелл, полузащитник женской сборной Ирландии по футболу
- Хемант Мехта, атеист и автор (я продал душу на eBay)[20]
- Билл Ранчич, победитель сезона Ученик 1
- Кен Рутковски, ведущий синдицированного ток-шоу, Business Rockstars
- Майкл Скофилд, нападающий команды Los Angeles Chargers и чемпиона Super Bowl Денвер Бронкос
- Робин Тунни, актриса (Менталист, Ремесло, Вертикальный предел, Побег из тюрьмы)
- Лукас Вержбиц, бегун на длинные дистанции и триатлет; первый бегун, чтобы выиграть как FLCC и NxN в том же году; квасцы средней школы Карла Сандбурга (2011)[21]